# بوغيات دموية
البوغيات الدموية أو هيموسبورورينا (الاسم العلمي: Haemosporida) هي رتبة من الأسناخ الصبغية تتبع فوق رتبة البوغيات الدموية وأشباهها من طائفة أكريات الشكل. وهي تتطفل على كثير من الفقاريات كالثدييات والطيور والزواحف والبرمائيات وتسبب لها
أمراضًا مختلفة، منها جنس المتصورة بلازموديوم plasmodium الذي يسبب مرض البرداء (الملاريا)
لكل من الإنسان والحيوان، ومن أنواعه التي تتطفل على الإنسان المتصورة المنجلية p.falciparum،
والمتصورة الوبائية p .malariae والمتصورة النشطية p .vivax والمتصورة البيضوية p .ovale.

## التصنيف
- المتصورات
  - المتصورة